# بير أحمد لو
بير أحمد لو هي قرية في مقاطعة كليبر، إيران. عدد سكان هذه القرية هو 95 في سنة 2006.